# 安中村 (茨城県)
安中村（あんじゅうむら）は茨城県稲敷郡にかつて存在した村である。

## 地理
- 現在の美浦村の東部に位置する。
- 村は霞ヶ浦の南岸に位置している。
- 村域は台地と平地が入り組む谷戸が多い地形になっている。

## 歴史
村名はかつて存在した安中郷に由来する。

### 村域の変遷
- 1889年（明治22年）4月1日 - 町村制施行により、大山村・土浦村・馬見山村・山王村・八井田村・山内村・谷中村・大塚村・中野内村・木村・定光村・本橋村・間野村・牛込村・堀田村・根本村・根火村・馬掛村が合併し信太郡安中村が発足。
- 1896年（明治29年）4月1日 - 信太郡が河内郡と合併し稲敷郡が発足。同郡の所属となる。
- 1955年（昭和30年）4月1日 - 木原村および舟島村の一部（舟子）ととも合併し霞村が発足（美浦村に即日改称）。同日安中村廃止。

変遷表
| 1868年 以前 | 1868年 以前 | 明治22年 4月1日 | 明治29年 4月1日 | 明治29年 4月1日 | 昭和30年 4月1日      | 現在   |
| ----------- | ----------- | --------------- | --------------- | --------------- | -------------------- | ------ |
|             | 大山村      | 安中村          | 稲敷郡 発足。   | 安中村          | 霞村 即日改称 美浦村 | 美浦村 |
|             | 土浦村      | 安中村          | 稲敷郡 発足。   | 安中村          | 霞村 即日改称 美浦村 | 美浦村 |
|             | 馬見山村    | 安中村          | 稲敷郡 発足。   | 安中村          | 霞村 即日改称 美浦村 | 美浦村 |
|             | 山王村      | 安中村          | 稲敷郡 発足。   | 安中村          | 霞村 即日改称 美浦村 | 美浦村 |
|             | 八井田村    | 安中村          | 稲敷郡 発足。   | 安中村          | 霞村 即日改称 美浦村 | 美浦村 |
|             | 山内村      | 安中村          | 稲敷郡 発足。   | 安中村          | 霞村 即日改称 美浦村 | 美浦村 |
|             | 谷中村      | 安中村          | 稲敷郡 発足。   | 安中村          | 霞村 即日改称 美浦村 | 美浦村 |
|             | 大塚村      | 安中村          | 稲敷郡 発足。   | 安中村          | 霞村 即日改称 美浦村 | 美浦村 |
|             | 中野内村    | 安中村          | 稲敷郡 発足。   | 安中村          | 霞村 即日改称 美浦村 | 美浦村 |
|             | 木村        | 安中村          | 稲敷郡 発足。   | 安中村          | 霞村 即日改称 美浦村 | 美浦村 |
|             | 定光村      | 安中村          | 稲敷郡 発足。   | 安中村          | 霞村 即日改称 美浦村 | 美浦村 |
|             | 本橋村      | 安中村          | 稲敷郡 発足。   | 安中村          | 霞村 即日改称 美浦村 | 美浦村 |
|             | 間野村      | 安中村          | 稲敷郡 発足。   | 安中村          | 霞村 即日改称 美浦村 | 美浦村 |
|             | 牛込村      | 安中村          | 稲敷郡 発足。   | 安中村          | 霞村 即日改称 美浦村 | 美浦村 |
|             | 堀田村      | 安中村          | 稲敷郡 発足。   | 安中村          | 霞村 即日改称 美浦村 | 美浦村 |
|             | 根本村      | 安中村          | 稲敷郡 発足。   | 安中村          | 霞村 即日改称 美浦村 | 美浦村 |
|             | 根火村      | 安中村          | 稲敷郡 発足。   | 安中村          | 霞村 即日改称 美浦村 | 美浦村 |
|             | 馬掛村      | 安中村          | 稲敷郡 発足。   | 安中村          | 霞村 即日改称 美浦村 | 美浦村 |

## 人口・世帯

### 人口
総数 [単位： 人]
| 1891年（明治24年） | 2,185 |
| 1912年（大正元年） | 2,448 |
| 1920年（大正 9年） | 2,530 |
| 1935年（昭和10年） | 2,799 |
| 1950年（昭和25年） | 3,701 |

### 世帯
総数 [単位： 世帯]
| 1920年（大正 9年） | 480 |
| 1935年（昭和10年） | 528 |
| 1950年（昭和25年） | 663 |